# Drohiczyn

Stadtpanorama von Drohiczyn

Drohiczyn [drɔˈxʲit͡ʂɨn] ist eine Kleinstadt im Powiat Siemiatycki der Woiwodschaft Podlachien in Polen. Sie ist Sitz der gleichnamigen Stadt-und-Land-Gemeinde mit etwa 6500 Einwohnern und des Bistums Drohiczyn.

## Geographische Lage
Drohiczyn liegt am rechten Ufer des Westlichen Bug im Süden der Woiwodschaft Podlachien, Nordostpolen. Die Stadt liegt an der Nationalstraße, die Siemiatycze und Włocławek verbindet.

## Geschichte
Aus archäologische Ausgrabungen geht hervor, dass das Stadtgebiet des heutigen Drohiczyn bereits während des Neolithikums besiedelt war. Die erste Erwähnung der Stadt als Dorogitschin erfolgte in der Kiewer Chronik im Jahr 1142, als diese altrussische Stadt von Fürst Wsewolod II. zusammen mit Brest den Fürsten von Tschernigow übergeben wurde. Archäologische Ausgrabungen legen nahe, dass der Detinez von Dorogitischin bereits im späten 11. Jahrhundert gebaut wurde. 1182 wurde Dorogitschin Hauptstadt eines autonomen Teilfürstentums innerhalb Galizien-Wolhyniens. Funde von zahlreichen bleiernen Warensiegeln zeigen, dass die Stadt eine wichtige Zollstation der Kiewer Rus an der Grenze zu Polen und Mitteleuropa war. Für kurze Zeit kam die Stadt zu Beginn des 13. Jahrhunderts in den Besitz von Konrad I. von Masowien, bevor sie wieder zu Galizien-Wolhynien kam. Daniel Romanowitsch von Galizien wurde hier 1253 von einem päpstlichen Gesandten zum König der Rus (Rex Russiae) gekrönt. 1280 annektierte Litauen die Stadt. Das Stadtrecht erhielt Drohiczyn 1498 aus den Händen des Großfürsten von Litauen nach Magdeburger Recht. 1520 wurde Drochiczyn Hauptstadt der Woiwodschaft Podlachien (Podlasie) und gilt bis heute als historische Hauptstadt von Podlachien. Die Stadt wurde 1569 dem Königreich Polen einverleibt.
Das 16. Jahrhundert stellt für Drohiczyn eine Blütezeit dar. Zu Beginn des 17. Jahrhunderts befanden sich drei katholische und fünf orthodoxe Kirchen und fünf Klöster in der Stadt, wovon zwei katholisch waren. Es gab auch ein Krankenhaus, eine Apotheke und eine Schule. Der Einfall und die Verwüstung der Stadt durch die Schweden beendete die Entwicklung der Stadt. Die Kirchen und Klöster wurden im 18. Jahrhundert wieder aufgebaut oder renoviert. Hinzu kamen von Franziskanern und Jesuiten unterhaltene Schulen. 1795 wurde Drohiczyn nach der Dritten Teilung Polens von Preußen besetzt. Mit der Gründung des Herzogtums Warschau kam es 1807 zu einer Teilung der Stadt: Während die Stadtteile westlich des Bugs an das neue Herzogtum fielen, wurden die östlichen Stadtteile dem Russischen Reich eingegliedert. 1815 wurde Drohiczyn wieder vereint und kam unter die Herrschaft des russischen Königreichs Polen. Im 19. Jahrhundert erlebte die Stadt einen Niedergang. Weit entfernt von den neuen Hauptverkehrswegen, verkam Drohiczyn zur Provinzstadt. Die Bevölkerung der Stadt betrug 1775 2000 Einwohner, 1857 waren es nur noch 835.
Zu Beginn des 20. Jahrhunderts siedelten sich vermehrt Juden an, wodurch die Stadt wieder auf über 2000 Einwohner wuchs. Während beider Weltkriege kam es zu wiederholten Zerstörungen der Stadt, die wieder aufgebaut wurde. Im Zweiten Weltkrieg wurden etwa 700 Juden von den Nationalsozialisten im Ghetto der Stadt eingeschlossen und schließlich in das Vernichtungslager Treblinka deportiert und umgebracht.
Das heutige Drohiczyn ist ein Dienstleistungs- und Handelszentrum für die Orte der Umgebung. Der malerische Charakter der Stadt zieht auch Touristen an. Seit 1991 ist die Stadt Sitz einer Diözese. Außerdem befinden sich drei katholische und eine orthodoxe Kirche in der Stadt. Einen Höhepunkt der Stadtgeschichte stellte die Teilnahme Papst Johannes Pauls II. an einem ökumenischen Treffen in Drohiczyn am 10. Juni 1999 dar.

## Sehenswürdigkeiten
- Schlosshügel (ehemalige Festung)
- Kathedrale der Heiligen Dreifaltigkeit des Bistums Drohiczyn, erbaut von 1696 bis 1709 im Barockstil
- Franziskanerkirche, erbaut von 1682 bis 1715 und -kloster, erbaut von 1737 bis 1751, der freistehende Glockturm wurde von 1773 bis 1777 errichtet
- Benediktinerkloster mit Allerheiligenkirche, erbaut von 1734 bis 1738 im Barockstil
- orthodoxe Kirche St. Nikolaus, erbaut 1792 im klassizistischen Stil
- Diözesansmuseum
- Regionalmuseum

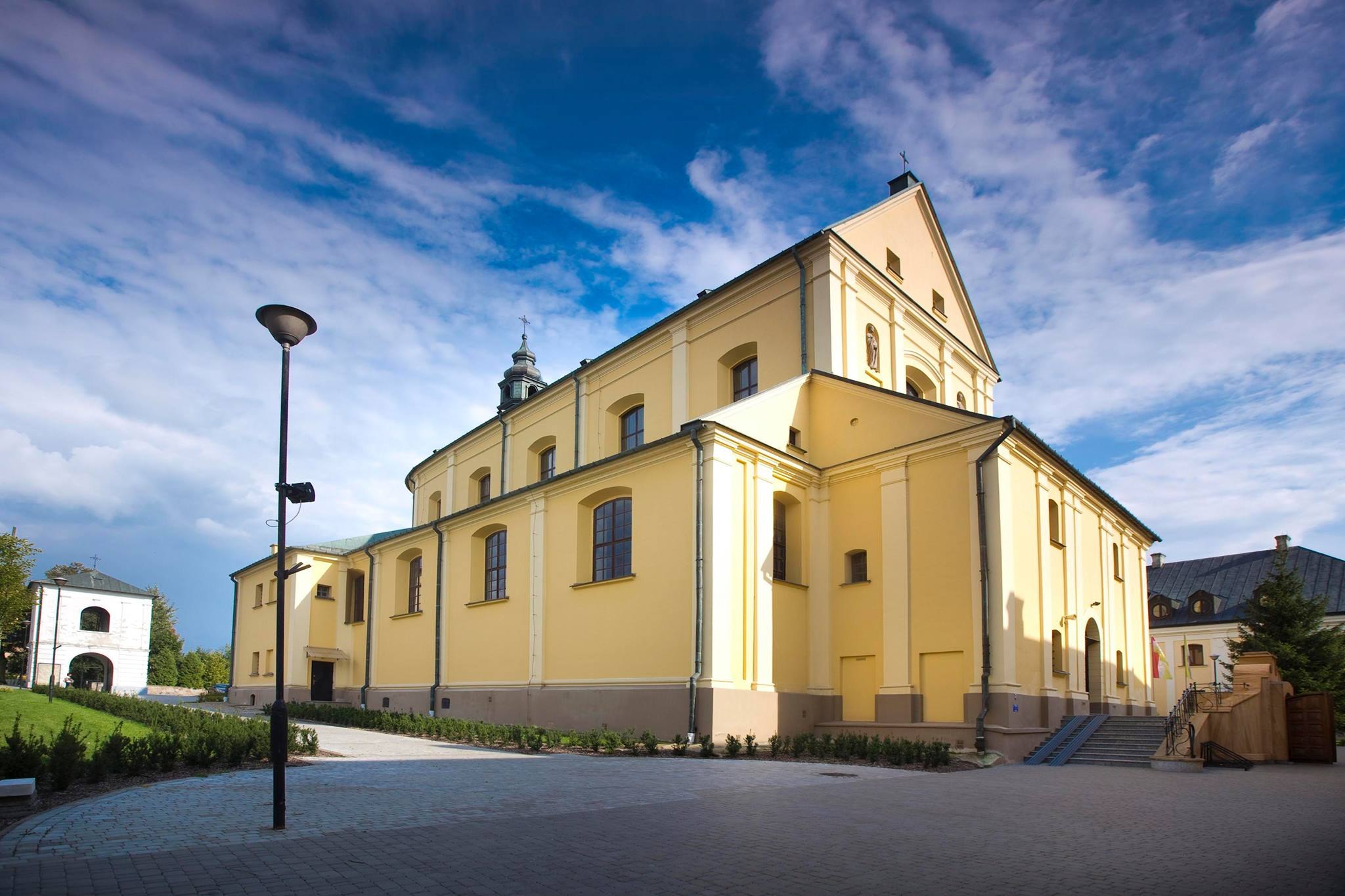
Kathedrale der Heiligen Dreifaltigkeit
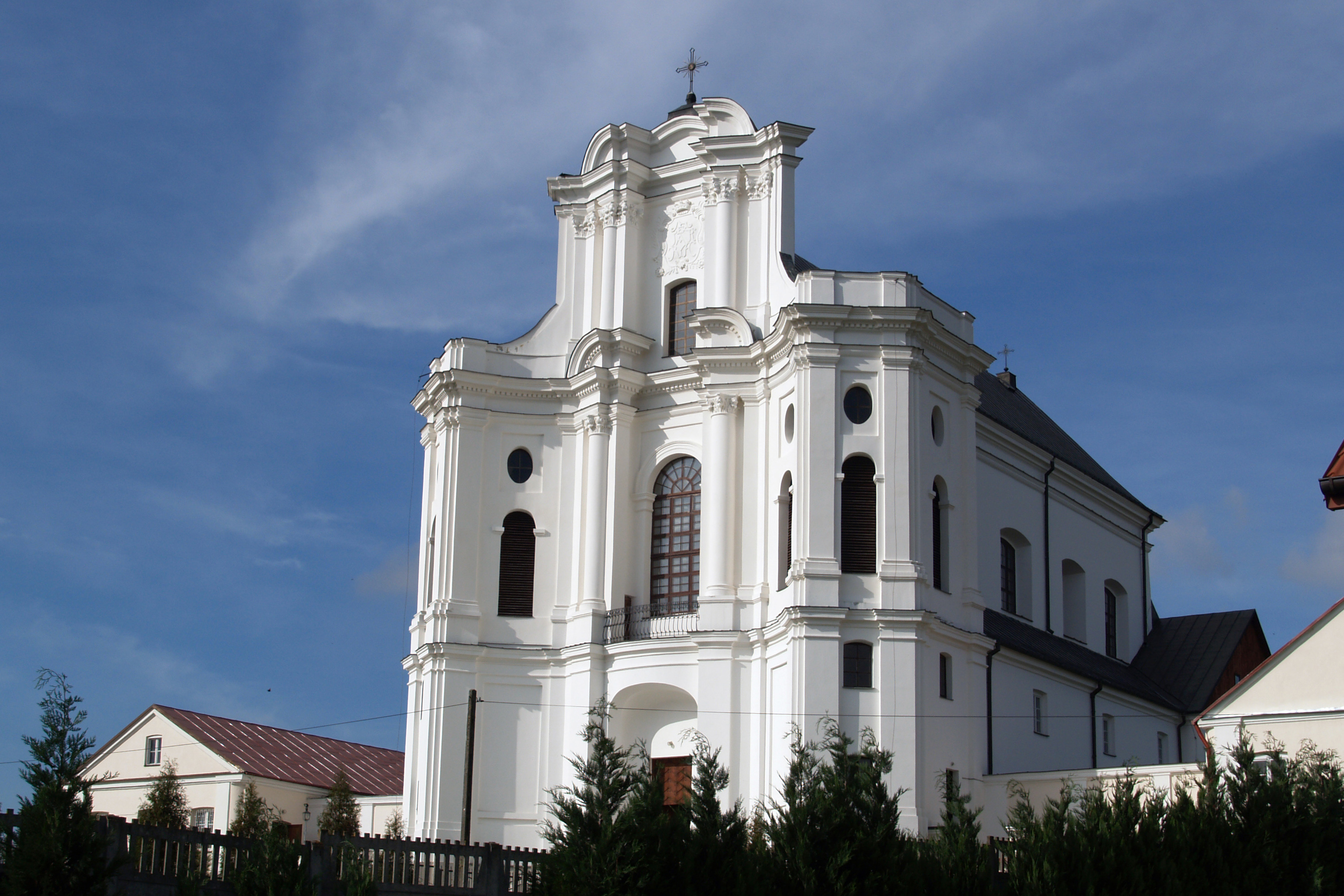
Allerheiligenkirche
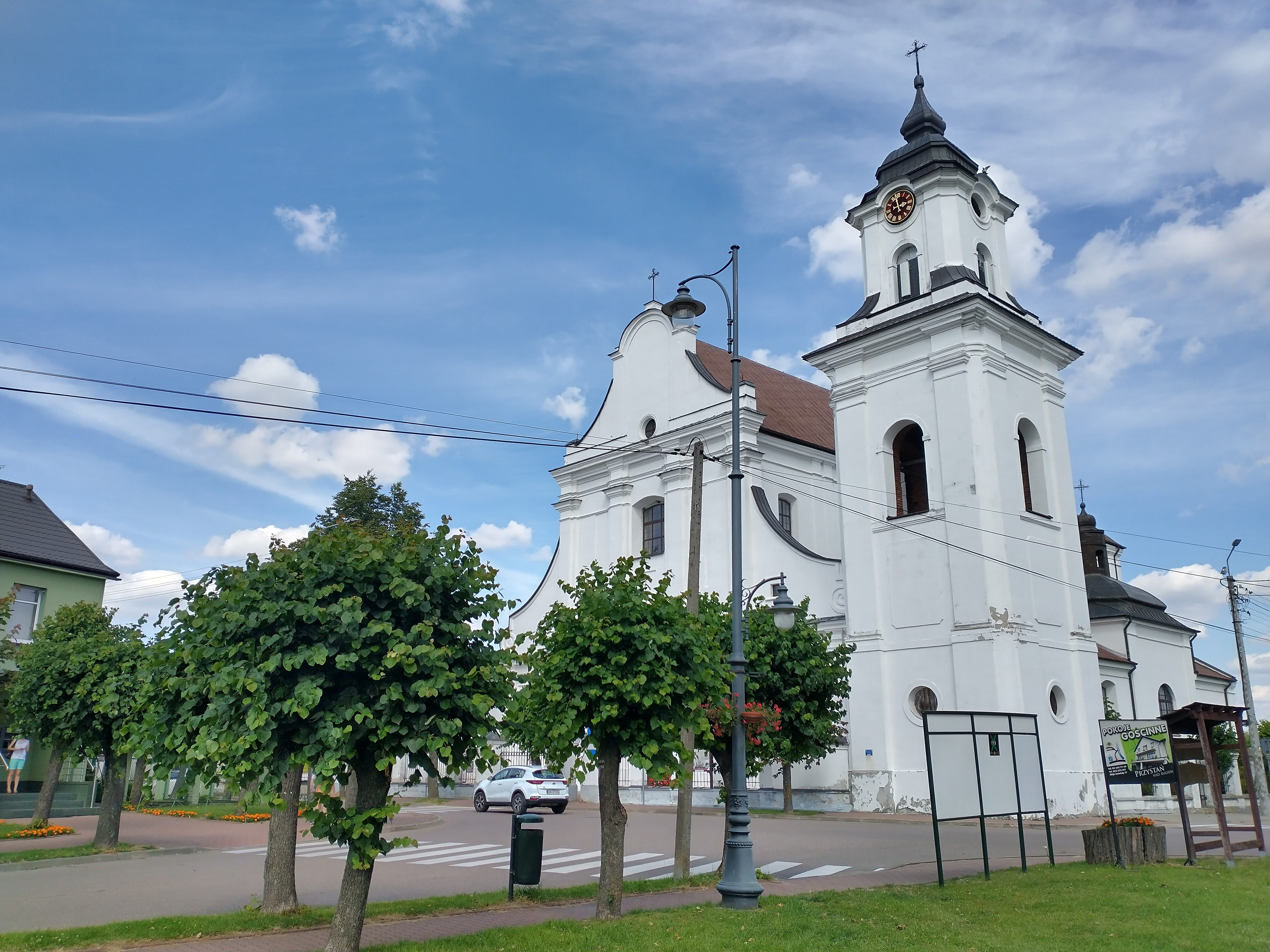
Franziskanerkirche
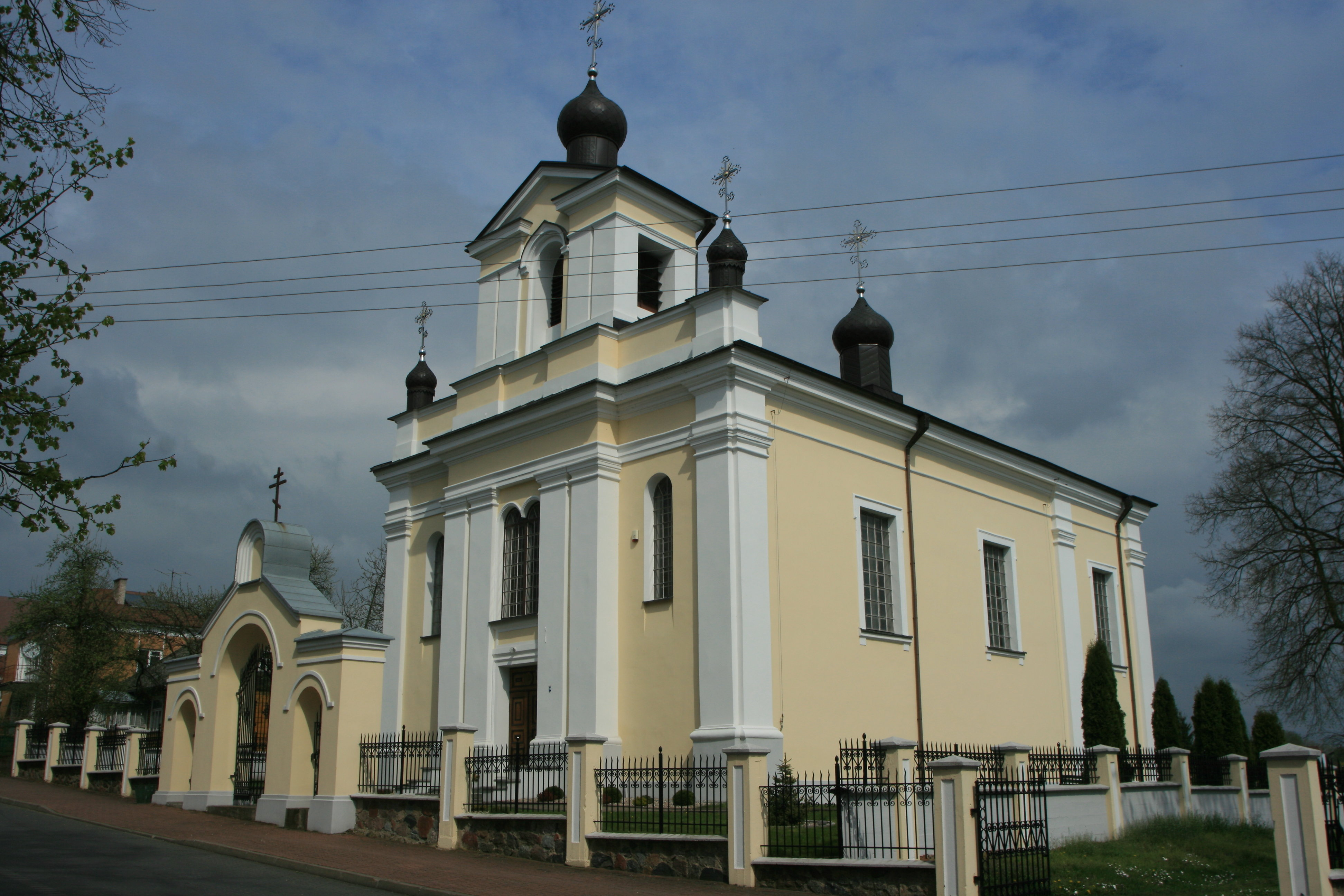
Nikolauskirche
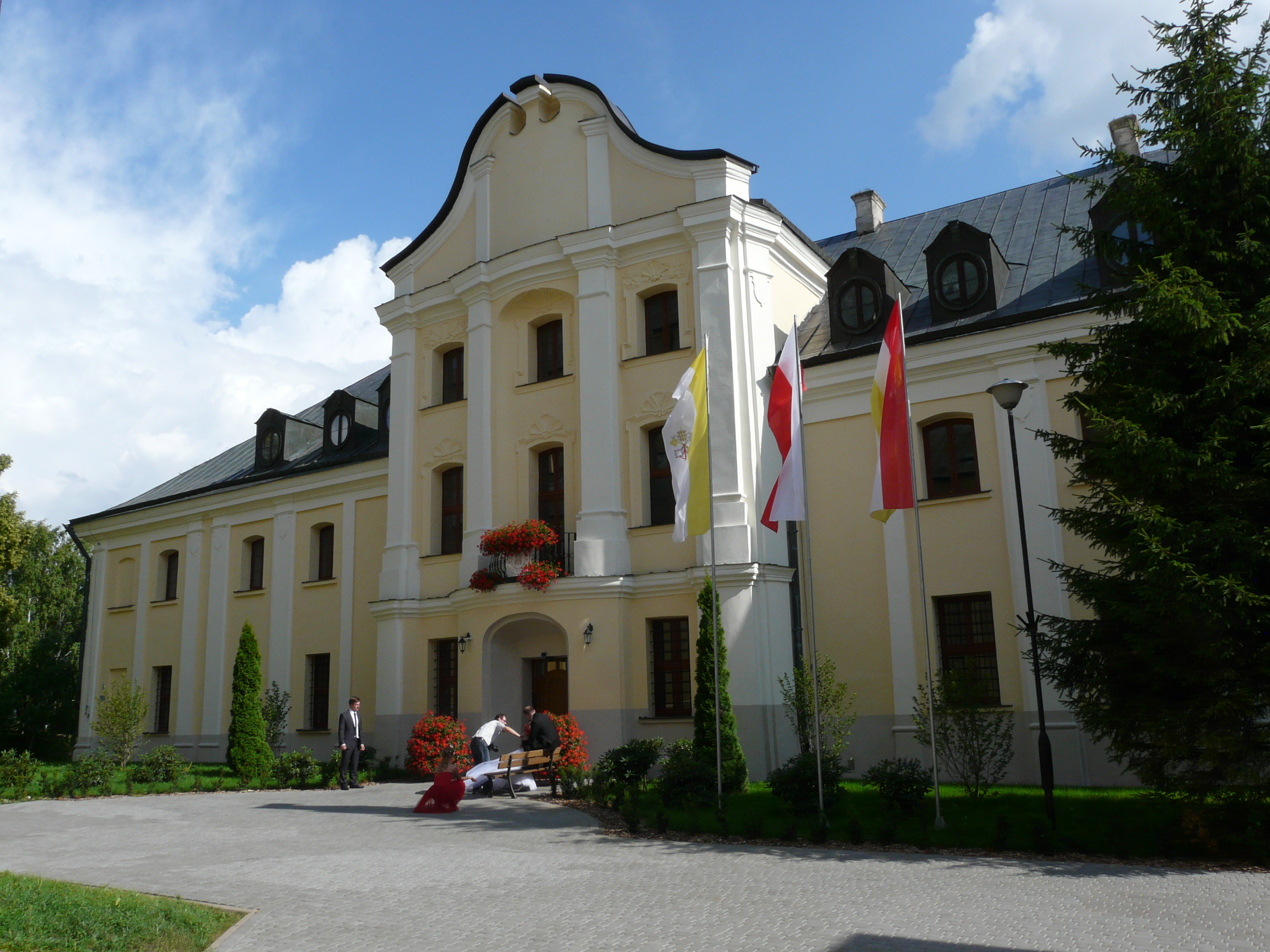
Gebäude des Höheren Theologischen Seminars des Bistums Drohiczyn

## Wirtschaft
- Dienstleistungszentrum für benachbarte ländliche Gemeinden
- Holzindustrie
- Nahrungsmittel
- Lederfertigung
- Tourismus

## Gmina
Zur Stadt-und-Land-Gemeinde Drohiczyn gehören neben der Stadt zahlreiche Dörfer mit etwa 4500 Einwohnern.

## Persönlichkeiten
- Sandra Weiner (1921–2014), polnisch-amerikanische Straßenfotografin und Kinderbuchautorin